# Jean des Cars
Pour les articles homonymes, voir Cars.
Pour les autres membres de la famille, voir Famille de Pérusse des Cars.
Jean Marie de Pérusse des Cars, dit Jean des Cars, né le 24 avril 1943 dans le 12e arrondissement de Paris, est un journaliste, écrivain, historien et biographe français,.
Fils du journaliste et romancier Guy des Cars et de l'actrice et chanteuse Marta Labarr, il devient lui aussi journaliste pour des quotidiens et magazines tels que Paris Match, Le Figaro et Jours de France. Il est l'auteur de nombreux ouvrages de vulgarisation historique sur les grandes familles de la noblesse européenne, et notamment des familles de Habsbourg, des Grimaldi et des Windsor.

## Biographie
Jean des Cars descend d’une des plus vieilles familles de France, originaire du Limousin, fidèle à la monarchie des Bourbons et dont plusieurs membres ont été serviteurs de l’État ; la commune des Cars est à une trentaine de kilomètres de Limoges.
De 1990 à 1996 Jean des Cars, journaliste, s’occupa de l’entretien et de la gestion du château de Hautefort.
Journaliste à Paris Match, puis au Figaro Magazine et à Jours de France, Jean des Cars est l'auteur de nombreux ouvrages sur les princes des grandes maisons royales et princières d'Europe.
Jean des Cars est également l'auteur d'une demi-douzaine de livres sur les trains célèbres et d'un Dictionnaire amoureux des trains.
Il est membre du jury du prix des Hussards, fondé en 2013 par Christian Millau.
Il présente l'émission Au cœur de l'histoire en podcast sur Europe 1 depuis 2019.
Il est le père de la conservatrice générale du patrimoine et historienne de l'art Laurence des Cars.

## Publications
Les liens internes renvoient aux sujets traités.

### Années 1970-1980
- 1975 : Louis II de Bavière ou Le roi foudroyé, Librairie académique Perrin. Rééd. 2010
- 1978 : Haussmann, la gloire du Second empire, Perrin  (ISBN 2262017298)
- 1983 : Élisabeth d'Autriche ou la Fatalité (après Sissi ou la Fatalité), Perrin
- 1984 : L'Orient-Express, Denoël  (ISBN 2207230376 et 2207244008)
- 1986 : Les Châteaux fous de Louis II de Bavière, Perrin  (ISBN 226200403X)
- 1986 : Le Transsibérien, Denoël  (ISBN 2207233103)
- 1988 : La Princesse Mathilde - Librairie académique Perrin (Œuvre parfois attribuée à tort à son père Guy des Cars)
- 1988 : Le Train bleu et les grands express de la Riviera, Denoël  (ISBN 2207235270)
- 1989 : La Tour Eiffel, Denoël  (ISBN 2207235637)

### Années 1990
- 1991 : Sur les pas de Mozart, Perrin  (ISBN 2262008779 et 2262023905)
- 1991 : Avec François Loyer et Bernard Hamann, Le Haut-Koenigsbourg, Éditions Jean-Pierre Barthélémy  (ISBN 2909413004). Rééd. 2013
- 1992 : Sur les pas des tsars à Saint-Pétersbourg, Perrin  (ISBN 2262009880 et 2262020671)
- 1992 : Les trains des rois et des présidents, Denoël  (ISBN 2207239217)
- 1993 : Le Fabuleux Roman du Lido de Paris, Éditions Atlas (Peut-être 1989 : sous réserve)
- 1994 : Malesherbes, gentilhomme des Lumières, Éditions de Fallois  (ISBN 2877062082)
- 1996 : La princesse Mathilde, Perrin  (ISBN 2262012563 et 2262024804)
- 1996 : Il était une fois Monaco, Éditions du Rocher  (ISBN 2268024237)
- 1996 : L'aventure de la Malle des Indes, Denoël  (ISBN 2207243680)
- 1996 : Sleeping story : l'épopée des wagons-lits, J'ai lu  (ISBN 227711832X)
- 1997 : Colette et Monaco, Éditions du Rocher  (ISBN 2268027546)
- 1997 : Eugénie, la dernière impératrice, Perrin  (ISBN 2262007071). Rééd. 2008
- 1999 : Sissi, impératrice d'Autriche et reine de Hongrie, Perrin  (ISBN 2262013918 et 2262023387). Rééd. 2017.
- 1999 : Inoubliable Grace de Monaco, Éditions du Rocher  (ISBN 2268034062 et 2844920268) (rééd. 2023)

### Années 2000
- 2002 : Mémoires d'un palace : Baur au Lac, Flammarion  (ISBN 2080106953)
- 2003 : Saint-Pétersbourg : Sur les pas des Tsars, Perrin  (ISBN 2262020671)
- 2003 : Chronique de Paris, Chronique  (ISBN 2205054929)
- 2004 : Rodolphe et les secrets de Mayerling, Perrin  (ISBN 2262017190)
- 2005 : S.A.S. Rainier III et Monaco (nouvelle édition de Il était une fois Monaco), Éditions du Rocher  (ISBN 2268055434)
- 2005 : Paris-Haussmann : Le pari d'Haussmann, Picard  (ISBN 270840752X)
- 2005 : Le roman de Vienne, Éditions du Rocher  (ISBN 2268056198)
- 2006 : Dictionnaire amoureux des trains, Plon  (ISBN 225920340X)
- 2008 : La Saga des Romanov : De Pierre le Grand à Nicolas II, Plon  (ISBN 2259207979). Rééd. 2015
- 2009 : La Véritable Histoire des châteaux de la Loire, Plon  (ISBN 2-259-20901-7)

### Années 2010
- 2010 : La Saga des Habsbourg. Du Saint Empire à l'union européenne, Perrin  (ISBN 978-2-262-03536-5)
- 2011 : La Saga des Windsor : de l'Empire britannique au Commonwealth, Perrin  (ISBN 978-2262037147)
- 2011 : La Saga des Grimaldi (nouvelle édition de S.A.S. Rainier III et Monaco), Perrin
- 2012 : La Saga des reines, Perrin  (ISBN 9782262023393)
- 2013 : La Saga des favorites, Perrin. Rééd. 2015
- 2014 : Le Sceptre et le sang : rois et reines en guerre, 1914-1945, Perrin  (ISBN 2262041105). Rééd. 2018.
- 2014 : Compilation La saga des grandes dynasties : Habsbourg, Romanov, Windsor, Perrin
- 2014 : Diane de Poitiers, série « 15mn d'Histoire », Perrin
- 2014 : Préface à André Baeyens, La damnation de Woodrow Wilson : président des États-Unis, 1913-1921, Xenia
- 2015 : Nicolas II et Alexandra de Russie. Une tragédie impériale, Perrin, 462 p.  (ISBN 978-2262032401)
- 2016 : Le Siècle des sacres, Perrin, 256 p.  (ISBN 978-2262065546)
- 2017 : François-Joseph et Sissi. Le devoir et la rébellion, Perrin, 544 p.
- 2018 : Le hameau de la reine. Le monde rêvé de Marie-Antoinette, Flammarion, 224 p.
- 2018 : Elizabeth II, la reine, Perrin, 530 p. (rééd. 2022 à l'occasion du jubilé de platine)
- 2018 : Sissi, aussi libre que le vent[7], coécrit avec Sylvie Baussier, illustrations Odilon Thorel, Perrin / Gründ, 2018  (ISBN 978-2-324-02059-9)
- 2018 : Les châteaux de la Loire, Perrin
- 2019 : Dictionnaire amoureux des monarchies, Plon : Perrin.

### Années 2020
- 2020 : Des couples tragiques de l'Histoire, Perrin.
- 2020 : La France du temps des Lumières, Armand Colin, collection Lavisse.
- 2021 : Au cœur des royautés, Perrin. Compilation des podcasts Au cœur de l'histoire.
- 2022 : Pour la Reine. Hommage à Elizabeth II, Perrin, 227 p.

## Théâtre
- 2009 : La Nuit de l'audience de Jean des Cars et Jean-Claude Idée, mise en scène Patrice Kerbrat, Petit Montparnasse avec Brigitte Fossey et Frédérique Tirmout. Reprise au Théâtre royal du Parc, à Bruxelles (2010). La pièce met en scène un dialogue entre Charlotte de Belgique et Agnes de Salm-Salm.

## Récompenses et distinctions

### Prix
- Prix Broquette-Gonin (1976, 1985)
- Prix Chatrian (1977)
- Grand prix de la biographie d'histoire de l'Académie française pour Malesherbes. Le gentilhomme des Lumières (1994)
- Prix des Ambassadeurs pour Sissi ou la fatalité (1983)
- Prix d'histoire de la fondation Napoléon (2001)
- Prix Daudet (2005)
- Prix Pierre-Benoit (2014)[8].
- Prix Ecrire l'Histoire (2016)

### Décorations
- Chevalier de la Légion d'honneur. Il est fait chevalier le 24 avril 2011[9]
- Officier de l'ordre des Arts et des Lettres. Il est promu officier le 12 mars 2019[10]
- Chevalier de l'ordre de Grimaldi (Monaco). Il est fait chevalier le 17 novembre 2011[11]
- Officier de l'ordre du Mérite culturel de Monaco